# Tinamidae
I Tinamidi (Tinamidae Gray, 1840) sono una famiglia di uccelli alla quale appartengono 47 specie suddivise in nove generi. È l'unica famiglia dell'ordine Tinamiformes (Huxley, 1872).

## Descrizione
I tinamidi sono uccelli simili alle pernici, ma la cui origine è incerta. Si suppone comunque che questa sia da ricollegarsi più a quella dei grandi uccelli corridori sudamericani, come i nandù, che ai galliformi. La loro grandezza varia da quella di una quaglia, 18 cm, a quella di un tetraonide, 35 cm. Hanno corpi tozzi e arrotondati che a volte sembrano tronchi per le lunghe piume della schiena che ricoprono quelle corte della coda. Le ali sono corte e arrotondate e le gambe sono pure corte e a volte prive di alluce o con alluce appena accennato. La testa è piccola e il collo sottile. Il piumaggio non è certo vistoso con il suo color marrone opaco o grigio chiazzettato o anche a strisce, infittito però da un piumino lanuginoso simile a quello degli aironi e dei pappagalli.
Uno fra i tinamidi di maggiori dimensioni, la martinetta dal ciuffo, lunga 35 cm, è di color marrone spento e chiazzato; inoltre, ha una lunga cresta che si irrigidisce quando l'uccello è eccitato. Anche il tinamo ornato è dotato di una bella cresta che si solleva quando è eccitato. Uno dei Tinamidi più piccoli è il tinamo piccolo, lungo 25 cm circa, con parti dorsali marrone carico, lati della testa grigi e mento e gola bianchi che, man mano che si avvicinano alle parti ventrali, diventano grigi.

## Distribuzione e habitat
Le numerose specie di Tinamidi vivono nel Nuovo Mondo, dal Messico meridionale al sud del Cile e dell'Argentina, inclusa l'isola di Trinidad.
I Tinamidi vivono in diversi habitat, dalle umide foreste piovose alle distese cespugliose; inoltre, il tinamo ornato può vivere sulle Ande fino a un'altezza di 4000 m. Di solito, rimangono sul terreno e si mantengono in contatto tra loro emettendo melodiosi richiami. Si alzano in volo soltanto se spaventati, ma volano solo per un breve tratto; infatti, anche se i muscoli per il volo sono ben sviluppati, il cuore e i polmoni non sono di dimensioni tali da poter sopportare un volo troppo lungo. I Tinamidi, inoltre, non sembrano dotati delle capacità di coordinamento e capita spesso che, alzatisi in volo, vadano a urtare contro i rami degli alberi e muoiano. La loro incapacità di coordinamento li porta anche a inciampare spesso quando corrono, anche se sanno correre velocemente. C'è da meravigliarsi, dunque, che questi uccelli goffi e distratti siano riusciti a sopravvivere all'intensa caccia cui vanno soggetti per la loro ottima carne, ma non si può dimenticare che riescono a sfuggire agli agguati rimanendo nascosti immobili o scappando via di soppiatto fra l'erba del sottobosco, ben mimetizzati dal loro piumaggio grigiastro.

## Biologia

### Alimentazione
I Tinamidi si nutrono principalmente di piante e particolarmente di semi e di frutta, anche se non disdegnano insetti e altri piccoli invertebrati. Il tinamo ornato è, tra gli altri, quello che ingerisce maggior quantità di cibo animale, inclusi coleotteri, lombrichi e cavallette, e a volte anche animali più grandi quali i topi. Invece la dieta vegetale comprende piccole foglie, fiori, frutta, semi e, solo raramente, radici.

### Riproduzione
Al di fuori della stagione della riproduzione i Tinamidi conducono vita solitaria, ma durante il periodo riproduttivo è dato vederli invece in gruppetti di due o tre e, verso la fine di questo periodo, in piccoli gruppi formati dai due genitori e dai figli già cresciutelli. Le abitudini di riproduzione dei Tinamidi sono insolite, in quanto questi uccelli sono per la maggior parte poligami e le femmine, che in questo caso sono loro a sfoggiare i colori più brillanti e a essere più grandi dei loro compagni, hanno un ruolo di primissimo piano nel corteggiamento. Alcune specie di Tinamidi, quali per esempio quello ornato, ove il rapporto femmina/maschio rimane strettamente di uno a uno, vivono a coppie, ma questo non è affatto il caso per altre specie, come per il tinamo variegato, ove i maschi sono quattro volte più numerosi delle femmine. Ogni femmina depone le proprie uova in più di un nido e, viceversa, varie femmine possono deporre le uova in un singolo nido. Ciò è possibile per il semplice fatto che sono i maschi a costruire i nidi e a covare le uova.
Nel tinamo ornato, il corteggiamento è alquanto elementare: la femmina è la più aggressiva nel difendere il suo territorio, di circa 2,5 km², ed è lei che corteggia il maschio seguendolo. Mentre camminano continuano entrambi a beccare il cibo. Il maschio si esibisce alzando le piume della schiena e allargando le penne per mettere in mostra una larga chiazza scura. Invece, nel tinamo variegato il corteggiamento è più elaborato: la femmina corre da una parte e dall'altra emettendo il suo richiamo per attirare il maschio e, avvicinandosi a lui, abbassa le ali, e alza la coda, sollevando altresì le penne del dorso per mettere in evidenza una bellissima chiazza disegnata. Il nido, che è una semplice depressione del terreno miseramente rivestita, è costruito dai maschi nel sottobosco, i quali covano da uno a dodici uova, la cui schiusa avviene in poco meno di tre settimane, periodo questo molto breve se si considera la grandezza dell'uccello. Il maschio rimane con i pulcini sin dalla loro nascita, sempre pronto a difenderli.

## Tassonomia
I Tinamidi sono classificati in un ordine loro proprio, quello dei Tinamiformi; dal punto di vista anatomico sembrano più vicini ai nandù, anche se questi sono ratiti incapaci di volare, al pari degli struzzi e degli emù, dato che non hanno lo sterno carenato. I Tinamidi, al contrario, sono dei carenati alla stessa stregua della maggior parte degli uccelli viventi. Comunque, anche le abitudini di riproduzione dei Tinamidi sono simili a quelle dei nandù, con femmine aggressive e maschi dall'«istinto materno». Esistono inoltre somiglianze fisiche nella struttura del palato e nella conformazione della ranfoteca, l'astuccio corneo che riveste il becco, oltre a somiglianze chimiche nella composizione delle uova.
Quindi, il rapporto fra Tinamidi e nandù indica che questi sono uccelli molto primitivi la cui origine va ricercata in uno dei primi antenati degli uccelli moderni.
La famiglia dei Tinamidi viene suddivisa in due sottofamiglie: i Tinamini (Tinaminae), con 3 generi e 29 specie, e i Rincotini (Rhynchotinae), con 6 generi e 18 specie.
Sottofamiglia Tinaminae
- Genere Tinamus Hermann, 1783
  - Tinamus tao Temminck, 1815 - tinamo grigio
  - Tinamus solitarius (Vieillot, 1819) - tinamo solitario
  - Tinamus osgoodi Conover, 1949 - tinamo nero
  - Tinamus major (Gmelin, 1789) - tinamo grosso
  - Tinamus guttatus Pelzeln, 1863 - tinamo golabianca
- Genere Nothocercus Bonaparte, 1856
  - Nothocercus bonapartei Gray, 1867 - tinamo delle alture
  - Nothocercus julius (Bonaparte, 1854) - tinamo pettofulvo

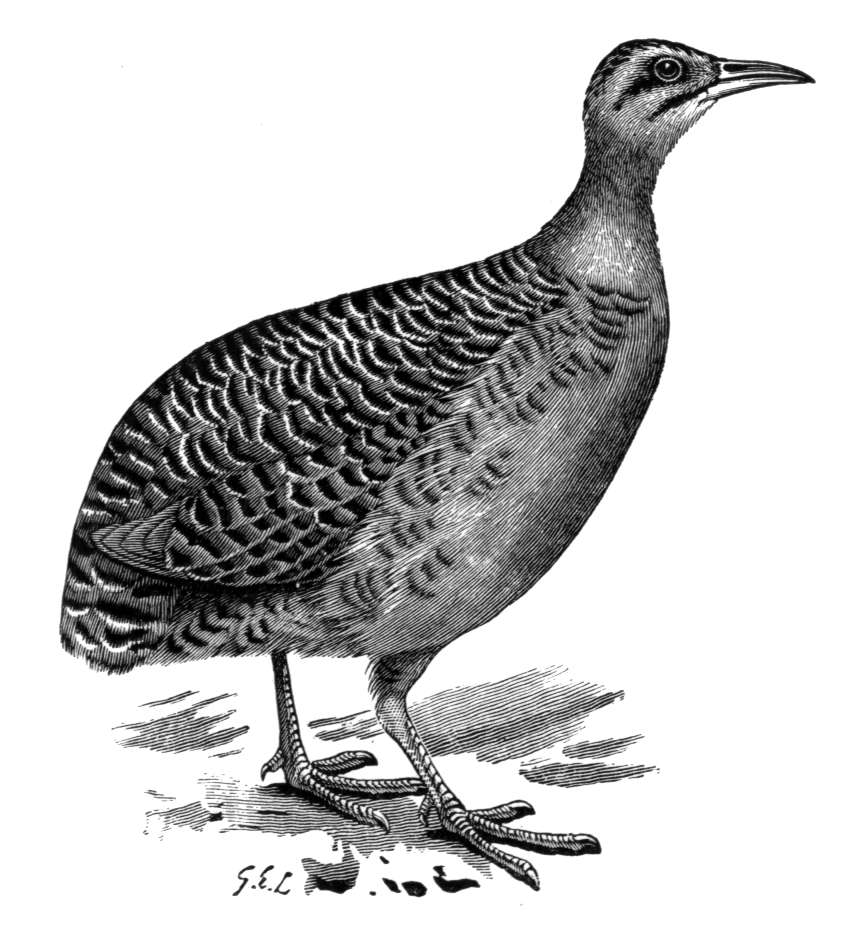
Tinamo grosso

  - Nothocercus nigrocapillus (Gray, 1867) - tinamo monaco
- Genere Crypturellus Brabourne e Chubb, 1914
  - Crypturellus berlepschi Rothschild, 1897 - tinamo di Berlepsch
  - Crypturellus cinereus (Gmelin, 1789) - tinamo cenerino
  - Crypturellus soui (Hermann, 1783) - tinamo piccolo
  - Crypturellus ptaritepui Zimmer e Phelps, 1945 - tinamo dei tepui
  - Crypturellus obsoletus (Temminck, 1815) - tinamo bruno
  - Crypturellus undulatus (Temminck, 1815) - tinamo vermicolato
  - Crypturellus transfasciatus (Sclater e Salvin, 1878) - tinamo dai sopraccigli
  - Crypturellus strigulosus (Temminck, 1815) - tinamo del Brasile
  - Crypturellus duidae Zimmer, 1938 - tinamo zampegrigie
  - Crypturellus erythropus (Pelzeln, 1863) - tinamo zamperosse
  - Crypturellus noctivagus (Wied, 1820) - tinamo zampegialle
  - Crypturellus atrocapillus (Tschudi, 1844) - tinamo capinero
  - Crypturellus cinnamomeus (Lesson, 1842) - tinamo di boscaglia
  - Crypturellus boucardi (Sclater, 1859) - tinamo pettoardesia
  - Crypturellus kerriae (Chapman, 1915) - tinamo del Chocò
  - Crypturellus variegatus (Gmelin, 1789) - tinamo variegato
  - Crypturellus brevirostris (Pelzeln, 1863) - tinamo rugginoso
  - Crypturellus bartletti (Sclater e Salvin, 1873) - tinamo di Bartlett
  - Crypturellus parvirostris (Wagler, 1827) - tinamo beccopiccolo
  - Crypturellus casiquiare (Chapman, 1929) - tinamo barrato
  - Crypturellus tataupa (Temminck, 1815) - tinamo tataupa

Sottofamiglia Rhynchotinae
- Genere Rhynchotus von Spix, 1825
  - Rhynchotus rufescens (Temminck, 1815) - tinamo alirosse

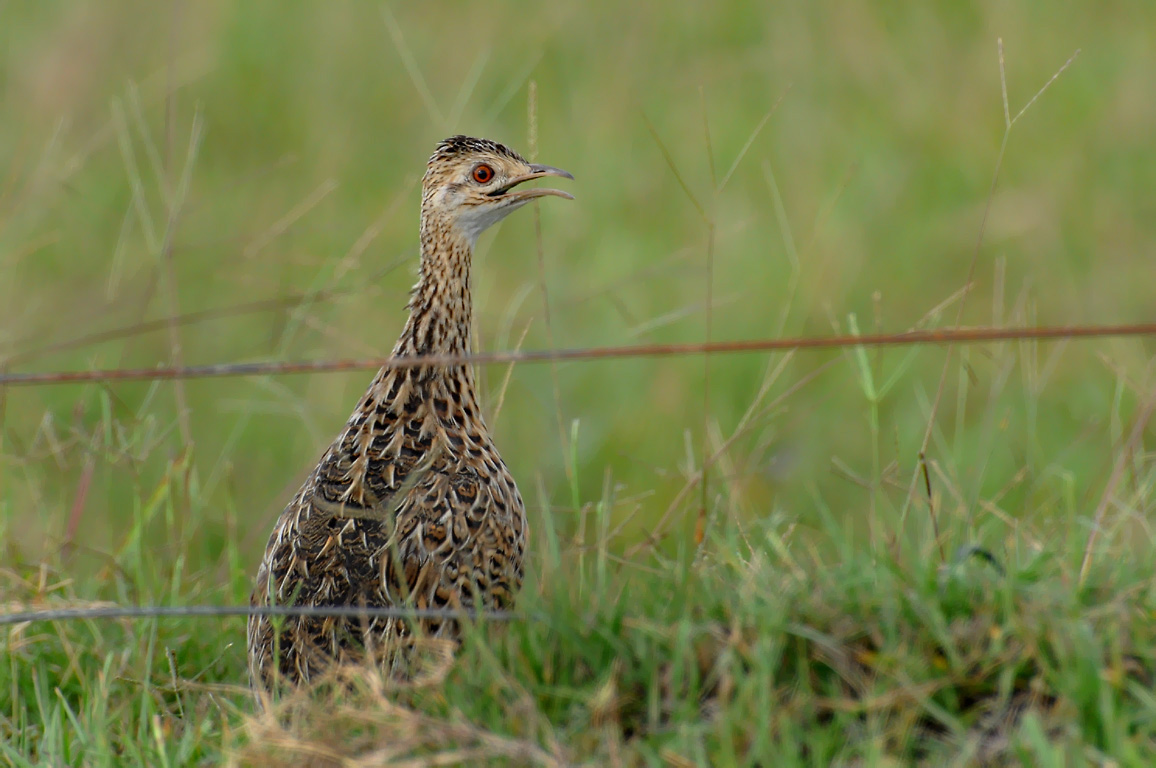
Tinamo macchiato.

  - Rhynchotus maculicollis Gray, 1867 - tinamo di Huayco
- Genere Nothoprocta Sclater e Salvin, 1873
  - Nothoprocta taczanowskii Sclater e Salvin, 1875 - tinamo di Taczanowski
  - Nothoprocta ornata (Gray, 1867) - tinamo ornato
  - Nothoprocta perdicaria (Kittlitz, 1830) - tinamo del Cile
  - Nothoprocta cinerascens (Burmeister, 1860) - tinamo delle erbe
  - Nothoprocta pentlandii (Gray, 1867) - tinamo delle Ande
  - Nothoprocta curvirostris Sclater e Salvin, 1873 - tinamo beccocurvo
- Genere Nothura Wagler, 1827
  - Nothura boraquira (von Spix, 1825) - cotorna pettobianco
  - Nothura minor (von Spix, 1825) - cotorna minore
  - Nothura darwinii Gray, 1867 - cotorna di Darwin
  - Nothura maculosa (Temminck, 1815) - cotorna macchiata
  - Nothura chacoensis Conover, 1937 - tinamo del Chaco
- Genere Taoniscus Gloger, 1842
  - Taoniscus nanus (Temminck, 1815) - tinamo nano
- Genere Eudromia Geoffroy Saint-Hilaire, 1832
  - Eudromia elegans Geoffroy Saint-Hilaire, 1832 - martinetta dal ciuffo
  - Eudromia formosa (Lillo, 1905) - martinetta del quebracho
- Genere Tinamotis Vigors, 1837
  - Tinamotis pentlandii Vigors, 1837 - tinamo della puna
  - Tinamotis ingoufi Oustalet, 1890 - tinamo di Patagonia

## Conservazione
I Tinamidi cadono vittime sia di uccelli da preda che di predatori terricoli, quali volpi e felini di piccola e media grandezza. Dato, per giunta, che costituiscono una cacciagione ambita, i Tinamidi sono presi di mira anche dall'uomo: una situazione che non consente alcun quieto vivere a qualsiasi uccello. Da notare infine che dei Tinamidi surgelati sono stati esportati negli Stati Uniti come «quaglie sudamericane».